# Atletik under sommer-PL 2020
Atletik under de paralympiske sommerlege 2020 blev afholdt på Japans nationalstadion i Tokyo fra 24. august til 5. september 2021. 
Der konkurreres i i alt 167 øvelser, og 1.100 atleter deltog. Atletik er legenes største sport, både målt i antallet af øvelser og antallet af atleter.